# Blu (Thasup)
Blu è un singolo del rapper italiano Yungest Moonstar pubblicato il 15 settembre 2021 e distribuito dalle etichette Columbia, Arista e Sony.

## Tracce
Testi e musiche di Davide Mattei.
1. Blu – 2:01